# Чемпіонат світу з футболу 1958
Чемпіонат світу з футболу 1958 року — шостий чемпіонат світу серед чоловічих збірних команд з футболу, що проходив  з 8 по 29 червня 1958 року на полях Швеції.
Перемогу в турнірі здобула збірна Бразилії, яка здолала у фінальній грі господарів, збірну Швеції, з рахунком 5:2. Здобути перший у її історії титул чемпіонів світу бразильській команді допоміг 17-річний Пеле, визнаний найкращим молодим учасником змагання.

## Країна-господар
Зацікавленість у проведенні фінальної частини світу 1958 висловлювали Аргентина, Чилі, Мексика та Швеція. Напередодні початку ЧС-1950 23 червня 1950 року на конгресі ФІФА в Ріо-де-Жанейро було прийнято рішення надати право провести турнір Швеції. Таким чином удруге після світових першостей 1934 і 1938 два чемпіонати світу поспіль приймали європейські країни.

## Міста та стадіони
Матчі світової першості приймали стадіони у 12 містах центральної і південної Швеції. Оскільки вимогою ФІФА була наявність щонайменше шести арен з місткістю щонайменше 20 тисяч місць, а щодо можливості своєчасного фінансування реконструкції стадіонів Уллеві та Мальме до певного часу була невизначеність, організатори розглядали можливість проведення деяких матчів у Копенгагені та Осло. Проте підготовка усіх дванадцяти шведських арен була завершена вчасно.
| Гетеборг          | Сульна (передмістя Стокгольма)                                                                                | Мальме | Гельсінгборг      |
| ----------------- | --- | --- | ----------------- |
| Уллеві            | Росунда | Мальме | Олімпія           |
| Місткість: 53,500 | Місткість: 52,400                                                                                             | Місткість: 30,000                                                                                             | Місткість: 27,000 |
|                   | | |                   |
| Ескільстуна       | Бурос Ескільстуна Гетеборг Гальмстад Гельсінгборг Мальме Норрчепінг Еребру Сандвікен Solna Уддевалла Вестерос | Бурос Ескільстуна Гетеборг Гальмстад Гельсінгборг Мальме Норрчепінг Еребру Сандвікен Solna Уддевалла Вестерос | Норрчепінг        |
| Тунаваллен        | Бурос Ескільстуна Гетеборг Гальмстад Гельсінгборг Мальме Норрчепінг Еребру Сандвікен Solna Уддевалла Вестерос | Бурос Ескільстуна Гетеборг Гальмстад Гельсінгборг Мальме Норрчепінг Еребру Сандвікен Solna Уддевалла Вестерос | Ідроттспарк       |
| Місткість: 22,000 | Бурос Ескільстуна Гетеборг Гальмстад Гельсінгборг Мальме Норрчепінг Еребру Сандвікен Solna Уддевалла Вестерос | Бурос Ескільстуна Гетеборг Гальмстад Гельсінгборг Мальме Норрчепінг Еребру Сандвікен Solna Уддевалла Вестерос | Місткість: 20,000 |
|                   | Бурос Ескільстуна Гетеборг Гальмстад Гельсінгборг Мальме Норрчепінг Еребру Сандвікен Solna Уддевалла Вестерос | Бурос Ескільстуна Гетеборг Гальмстад Гельсінгборг Мальме Норрчепінг Еребру Сандвікен Solna Уддевалла Вестерос |                   |
| Сандвікен         | Бурос Ескільстуна Гетеборг Гальмстад Гельсінгборг Мальме Норрчепінг Еребру Сандвікен Solna Уддевалла Вестерос | Бурос Ескільстуна Гетеборг Гальмстад Гельсінгборг Мальме Норрчепінг Еребру Сандвікен Solna Уддевалла Вестерос | Уддевалла         |
| Єрнваллен         | Бурос Ескільстуна Гетеборг Гальмстад Гельсінгборг Мальме Норрчепінг Еребру Сандвікен Solna Уддевалла Вестерос | Бурос Ескільстуна Гетеборг Гальмстад Гельсінгборг Мальме Норрчепінг Еребру Сандвікен Solna Уддевалла Вестерос | Рімнерсваллен     |
| Місткість: 20,000 | Бурос Ескільстуна Гетеборг Гальмстад Гельсінгборг Мальме Норрчепінг Еребру Сандвікен Solna Уддевалла Вестерос | Бурос Ескільстуна Гетеборг Гальмстад Гельсінгборг Мальме Норрчепінг Еребру Сандвікен Solna Уддевалла Вестерос | Місткість: 17,778 |
|                   | Бурос Ескільстуна Гетеборг Гальмстад Гельсінгборг Мальме Норрчепінг Еребру Сандвікен Solna Уддевалла Вестерос | Бурос Ескільстуна Гетеборг Гальмстад Гельсінгборг Мальме Норрчепінг Еребру Сандвікен Solna Уддевалла Вестерос |                   |
| Бурос             | Гальмстад | Еребру | Вестерос          |
| Риаваллен         | Ер'янс Валль                                                                                                  | Ейраваллен | Аросваллен        |
| Місткість: 15,000 | Місткість: 15,000                                                                                             | Місткість: 13,000                                                                                             | Місткість: 10,000 |
|                   | | |                   |

## Кваліфікаційний раунд і учасники
Збірна Швеції як господар фінального турніру та збірна ФРН як діючий чемпіон світу автоматично отримали право виступів у фінальній частині ЧС-1958. За решту 14 місць на турнірі змагалися 55 національних команд, розподілених за регіональною ознакою. Найбільшою (9 місць) була квота для європейських команд, три місця відводилися представникам Південної Америки, по одному місцю мали розіграти збірні Північної/Центральної Америки та Азії/Африки.
У підсумку регіон Азії та Африки залишився взагалі без представника на світовій першості 1958, оскільки перемогу у відповідному відбірковому турнірі отримала збірна Ізраїлю через відмову усіх суперників грати проти неї, тож за правилами ФІФА довелося організовувати додаткову гру плей-оф, в якій команду, що на той час представляла Азію, здолала збірна Уельсу, ставши дванадцятим представником УЄФА на чемпіонаті світу. Оскільки на ЧМ-1958 також кваліфікувалися збірні Північної Ірландії, Англії і Шотландії, то цей турнір став першим (і наразі останнім), участь в якому брали усі чотири збірні команди з Великої Британії.
Відбір на чемпіонат світу 1958 став першою спробою пробитися на світовий футбольний форум для збірної СРСР, яка виявилася вдалою, і радянські футболісти дебютували на першостях світу. Водночас до фінальної частини змагання не пробилися обидва на той час дворазові чемпіони світу —  Італія та Уругвай.

### Команди-учасники
Учасниками фінальної частини чемпіонату світу стали 16 команд:

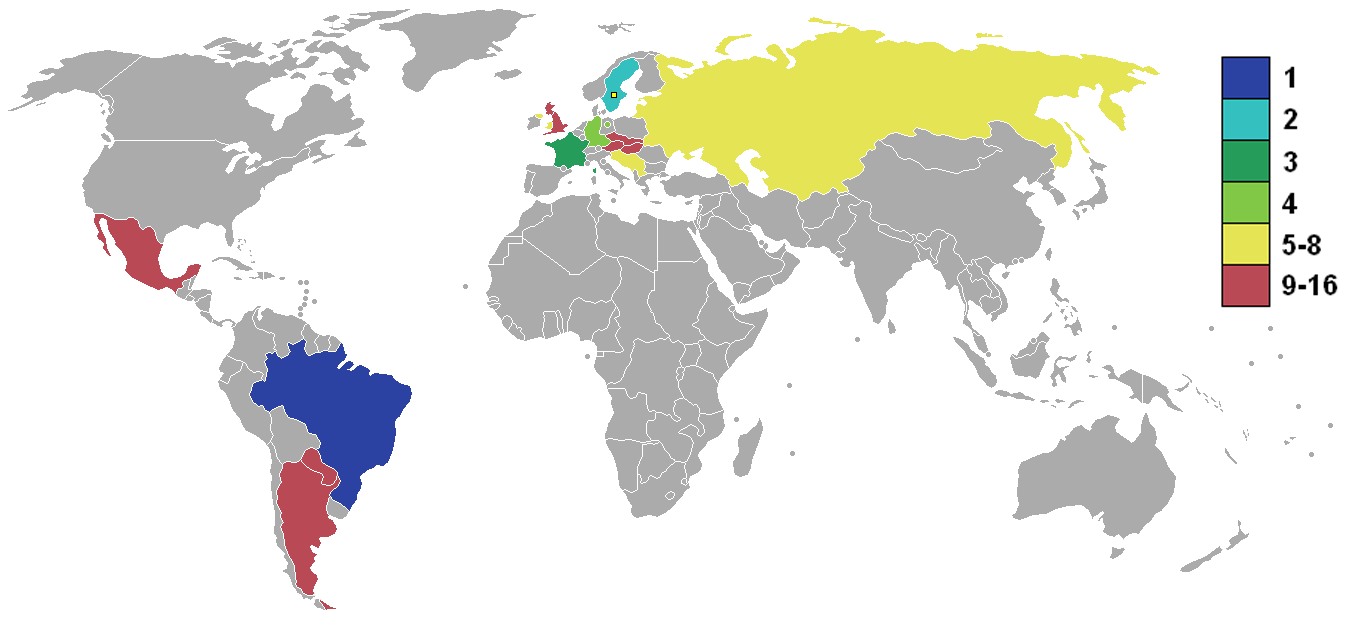
Учасники фінального турніру чемпіонату світу 1958 із зазначенням досягнутого прогресу

| АФК (0) - без учасників КАФ (0) - без учасників | Північна Америка (1) - Мексика Центральна Америка (0) - без учасників КОНМЕБОЛ (3) - Аргентина - Бразилія - Парагвай | УЄФА (12) - Австрія - Чехословаччина - Англія - Франція - Угорщина - Північна Ірландія - Шотландія - СРСР - Швеція (господарі) - Уельс - ФРН (діючі чемпіони) - Югославія |  |

## Жеребкування
Оскільки формат турніру передбачав груповий турнір у групах по чотири команди в кожній, перед жеребкуванням групового етапу команди-учасниці були розділені на чотири кошики. Специфікою розподілу по кошиках було те, що вони формувалися не за силою команд, а за географічною ознакою таким чином, аби у кожній групі змагалися по одній британській, одній західноєвропейській, одній східноєвропейській і одній південноамериканській команді. Відповідно кошики при жеребкуванні виглядали наступним чином:
| Західна Європа                     | Східна Європа                                  | Британія                                         | Південна Америка                            |
| ---------------------------------- | ---------------------------------------------- | ------------------------------------------------ | ------------------------------------------- |
| - Швеція - ФРН - Австрія - Франція | - Чехословаччина - Угорщина - СРСР - Югославія | - Англія - Північна Ірландія - Шотландія - Уельс | - Аргентина - Бразилія - Мексика - Парагвай |

Географічний принцип формування кошиків при жеребкуванні викликав певну критику, зокрема з боку представників Австрії, які вважали, що їх збірній при жеребкуванні випали найсильніші команди з кожного з трьох інших кошиків, і будь-який жереб, проведений на основі розподілу команд по кошиках за силою, був би прийнянтнішим.

## Формат
У порівнянні з попереднім чемпіонатом світу до формату фінальної частини першості були внесені суттєві зміни, хоча кількість учасників (16) і загальна структура (змагання у чотирьох групах з подальшим плей-оф за олімпійською системою) лишилися незмінними. На відміну від турніру чотирирічної давнини на груповому етапі всі команди грали по одній грі з кожним із суперників по групі (без розподілу на потенційно сильніші і потенційно слабші команди), до того ж у випадку нічиєї в основний час матчу групового етапу додатковий час не призначався. За нічию на груповому етапі команда отримувала одне очко, за перемогу — два. До стадії плей-оф з кожної групи виходили по дві команди, що набрали найбільшу кількість очок. При рівності очок у команд, що претендували на друге місце, призначався додатковий матч, переможець якого виходив до чвертьфіналів. Якщо ж рівну кількість очок мали команди, що ділили перше і друге місце у групі, то розподіл місць визначався за співвідношенням забитих і пропущених голів.
У порівнянні з чемпіонатом 1954 року змінився і формат плей-оф. Переможець групи отримував у суперники команду, що посіла друге місце в іншій групі, що більше відповідало принципу спортивної справедливості, ніж попередній формат, за якого переможці груп грали виключно між собою на стадіях чвертьфіналів і фіналів, тож до фіналу гарантовано потрапляв один переможець групи та одна команда, що фінішувала на груповому етапі другою.
Майже всі матчі кожного кола групового етапу, а також кожної зі стадій раунду плей-оф проходили одночасно. Виключенням стали матчі групового етапу за участі збірної Швеції, які відбувалася у той же день, що й решта ігор цього ж кола, утім декількома годинами раніше. Це було зроблено для того, аби шведські вболівальники в містах, які приймали ігри турніру, могли подивитися телевізійну трансляцію гри своєї команди (багато шведських родин придбали свій перший телевізор спеціально для цього перед ЧС-1958), після чого встигнути відвідати стадіон і подивитися іншу гру чемпіонату наживо.

## Груповий етап

### Група 1
Формальним фаворитом групи вважалася збірна ФРН, переможець попередньої світової першості. Крім діючих чемпіонів світу до фаворитів першої групи відносили збірну Аргентини, одного з лідерів південноамериканського футболу, який, утім, брав участь у мундіалі вперше з 1934 року.
Список учасників групи завершували збірна Чехословаччини, непростий суперник з багатими футбольними традиціями, а також команда Північної Ірландії, новачок чемпіонатів світу, про небезпечність якої свідчив сам факт її кваліфікації на турнір, адже в рамках відбіркового турніру саме ця британська команда завадила здобути путівку на світову першість дворазовим чемпіонам світу італійцям.
Переможцями групи стали західнонімецькі футболісти, які не зазнали жодної поразки. Для визначення володаря другої путівки до стадії плей-оф довелося проводити додаткову гру, адже Чехословаччина і Північна Ірландія набрали однакову кількість очок. У додатковий час цієї зустрічі гол Пітера Макпарланда дозволив останній продовжити боротьбу на турнірі. Головним розчаруванням групи стали аргентинці, які у вирішальній грі були розгромлені чехословаками з рахунком 6:1 і фінішували лише з однією перемогою в активі.
| Поз | Команда           | І | В | Н | П | ГЗ | ГП | ГС    | О | Кваліфікація            |
| --- | ----------------- | - | - | - | - | -- | -- | ----- | - | ----------------------- |
| 1   | ФРН               | 3 | 1 | 2 | 0 | 7  | 5  | 1,400 | 4 | Вихід до стадії плей-оф |
| 2   | Північна Ірландія | 3 | 1 | 1 | 1 | 4  | 5  | 0,800 | 3 | Вихід до стадії плей-оф |
| 3   | Чехословаччина    | 3 | 1 | 1 | 1 | 8  | 4  | 2,000 | 3 |                         |
| 4   | Аргентина         | 3 | 1 | 0 | 2 | 5  | 10 | 0,500 | 2 |                         |

- Північна Ірландії вийшла до стадії плей-оф завдяки перемозі у додатковій грі проти Чехословаччини

| 8 червня 1958 19:00 (CET) |

| Аргентина   | 1–3      | ФРН                     |
| ----------- | -------- | ----------------------- |
| Корбатта 3' | Протокол | Ран 32', 79' Зеелер 42' |

| Мальме, Мальме Глядачів: 31,156 Арбітр: Реджинальд Ліф (Англія) |

| 8 червня 1958 19:00 (CET) |

| Північна Ірландія | 1–0      | Чехословаччина |
| ----------------- | -------- | -------------- |
| Каш 21'           | Протокол |                |

| Ер'янс Валль, Гальмстад Глядачів: 10,647 Арбітр: Фріц Зайпельт (Австрія) |

| 11 червня 1958 19:00 (CET) |

| ФРН               | 2–2      | Чехословаччина               |
| ----------------- | -------- | ---------------------------- |
| Шефер 60' Ран 71' | Протокол | Дворжак 24' (пен.) Зикан 42' |

| Олімпія, Гельсінгборг Глядачів: 25,000 Арбітр: Артур Едвард Елліс (Англія) |

| 11 червня 1958 19:00 (CET) |

| Аргентина                                 | 3–1      | Північна Ірландія |
| ----------------------------------------- | -------- | ----------------- |
| Корбатта 37' (пен.) Менендес 56' Авіо 60' | Протокол | Макпарланд 4'     |

| Ер'янс Валль, Гальмстад Глядачів: 14,174 Арбітр: Стен Алнер (Швеція) |

| 15 червня 1958 19:00 (CET) |

| ФРН                | 2–2      | Північна Ірландія   |
| ------------------ | -------- | ------------------- |
| Ран 20' Зеелер 78' | Протокол | Макпарланд 18', 60' |

| Мальме, Мальме Глядачів: 21,990 Арбітр: Жоакім Кампуш (Португалія) |

| 15 червня 1958 19:00 (CET) |

| Чехословаччина                                          | 6–1      | Аргентина           |
| ------------------------------------------------------- | -------- | ------------------- |
| Дворжак 8' Зикан 17', 39' Феурейсл 68' Говорка 81', 89' | Протокол | Корбатта 64' (пен.) |

| Олімпія, Гельсінгборг Глядачів: 16,418 Арбітр: Артур Едвард Елліс (Англія) |

#### Додаткова гра
| 17 червня 1958 19:00 (CET) |

| Північна Ірландія   | 2–1      | Чехословаччина |
| ------------------- | -------- | -------------- |
| Макпарланд 44', 97' | Протокол | Зикан 18'      |

| Мальме, Мальме Глядачів: 6,196 Арбітр: Моріс Гіг (Франція) |

### Група 2
У Групі 2 не було явних фаворитів за попередніми турнірними досягнення — три європейські команди з квартету (Франція, Шотландія та Югославія) були учасниками попереднього чемпіонату світу, однак подолати груповий етап змогла лише остання з них, припинивши боротьбу вже у першому ж раунді плей-оф. Четверта команда групи, Парагвай тоді взагалі не подолала кваліфікацію, в рамках якої південноамериканські збірні змагалися фактично за одну путівку.
При цьому змагання саме в цій групі стали найрезультативнішими — у шести іграх команди забили 31 гол. Понад третину з них забили французи, чий нападник Жуст Фонтен з шістьма забитими голами став найкращим бомбардиром групового етапу турніру.
До стадії плей-оф вийшли збірні Франції і Югославії.
| Поз | Команда   | І | В | Н | П | ГЗ | ГП | ГС    | О | Кваліфікація            |
| --- | --------- | - | - | - | - | -- | -- | ----- | - | ----------------------- |
| 1   | Франція   | 3 | 2 | 0 | 1 | 11 | 7  | 1,571 | 4 | Вихід до стадії плей-оф |
| 2   | Югославія | 3 | 1 | 2 | 0 | 7  | 6  | 1,167 | 4 | Вихід до стадії плей-оф |
| 3   | Парагвай  | 3 | 1 | 1 | 1 | 9  | 12 | 0,750 | 3 |                         |
| 4   | Шотландія | 3 | 0 | 1 | 2 | 4  | 6  | 0,667 | 1 |                         |

- Франція обійшла Югославію за кращим співвідношенням забитих і пропущених голів

| 8 червня 1958 19:00 (CET) |

| Франція                                                              | 7–3      | Парагвай                            |
| -------------------------------------------------------------------- | -------- | ----------------------------------- |
| Фонтен 24', 30', 67' П'янтоні 52' Виснєський 61' Копа 70' Венсан 83' | Протокол | Амарілья 20', 44' (пен.) Ромеро 50' |

| Ідроттспарк, Норрчепінг Глядачів: 16,518 Арбітр: Хуан Гардеасабаль Гарай (Іспанія) |

| 8 червня 1958 19:00 (CET) |

| Югославія    | 1–1      | Шотландія  |
| ------------ | -------- | ---------- |
| Петакович 6' | Протокол | Мюррей 49' |

| Аросваллен, Вестерос Глядачів: 9,591 Арбітр: Раймонд Висслінг (Швейцарія) |

| 11 червня 1958 19:00 (CET) |

| Югославія                          | 3–2      | Франція        |
| ---------------------------------- | -------- | -------------- |
| Петакович 16' Веселинович 63', 88' | Протокол | Фонтен 4', 85' |

| Аросваллен, Вестерос Глядачів: 12,217 Арбітр: Сенді Гріффітс (Уельс) |

| 11 червня 1958 19:00 (CET) |

| Парагвай                    | 3–2      | Шотландія             |
| --------------------------- | -------- | --------------------- |
| Агуеро 4' Ре 45' Пароді 73' | Протокол | М'юді 24' Коллінз 74' |

| Ідроттспарк, Норрчепінг Глядачів: 11,665 Арбітр: Вінченцо Орландіні (Італія) |

| 15 червня 1958 19:00 (CET) |

| Франція             | 2–1      | Шотландія |
| ------------------- | -------- | --------- |
| Копа 22' Фонтен 44' | Протокол | Бейрд 58' |

| Ейраваллен, Еребру Глядачів: 13,554 Арбітр: Хуан Броцці (Аргентина) |

| 15 червня 1958 19:00 (CET) |

| Парагвай                         | 3–3      | Югославія                                |
| -------------------------------- | -------- | ---------------------------------------- |
| Пароді 20' Агуеро 52' Ромеро 80' | Протокол | Огнянович 18' Веселинович 21' Райков 73' |

| Тунаваллен, Ескільстуна Глядачів: 13,103 Арбітр: Мартін Мацко (Чехословаччина) |

### Група 3
У Групі 3 головним фаворитом мала би вважатися збірна Угорщини, фіналіст попередньої світової першості, однак команда, що приїхала до Швеції, значно відрізнялися від команди чотирирічної давнини. Після придушення Угорської революції 1956 року багато зіркових футболістів, насамперед герої ЧС-1954 Шандор Кочиш і Ференц Пушкаш, залишили країну і, відповідно, національну команду. Ще одному донедавна лідеру атак угорців Нандору Хідегкуті виповнилося 36 років, і він вже не становив значної загрози воротам суперників.
За таких умов основним кандидатом на лідерство у групі вважалася збірна Швеції, враховуючи підтримку домашніх трибун, а також те, що крім угорців їй на цьому етапі протистояли абсолютний новачок фінальних частин чемпіонатів світу збірна Уельсу, а також збірна Мексики, яка на той момент програла усі вісім матчів на трьох чемпіонатах світу, в яких брала участь. 
Шведська команда, яка з одного боку спиралася на таких досвідчених гравців як Гуннар Грен і Нільс Лідгольм, а з іншого боку мала в атаці молодих Агне Сімонссона і Курта Хамріна, впевнено виграла змагання у групі, втративши очки лише у безгольовій нічиїй проти валлійців. Другу путівку до стадії плей-оф розіграли збірні Угощини і Уельсу, які за результатами основного групового турніру набрали по три очки. Сильнішою у цьому двобої виявилася британська команда. Єдиним досягненням найслабшої команди групи, збірної Мексики, стала нічия у матчі протя тих же валлійців, яка принесла їм перше очко в рамках фінальних частин чемпіонатів світу після дев'яти поразок поспіль.
| Поз | Команда  | І | В | Н | П | ГЗ | ГП | ГС    | О | Кваліфікація            |
| --- | -------- | - | - | - | - | -- | -- | ----- | - | ----------------------- |
| 1   | Швеція   | 3 | 2 | 1 | 0 | 5  | 1  | 5,000 | 5 | Вихід до стадії плей-оф |
| 2   | Уельс    | 3 | 0 | 3 | 0 | 2  | 2  | 1,000 | 3 | Вихід до стадії плей-оф |
| 3   | Угорщина | 3 | 1 | 1 | 1 | 6  | 3  | 2,000 | 3 |                         |
| 4   | Мексика  | 3 | 0 | 1 | 2 | 1  | 8  | 0,125 | 1 |                         |

- Уельс вийшов до стадії плей-оф завдяки перемозі у додатковій грі проти Угорщини

| 8 червня 1958 14:00 (CET) |

| Швеція                                 | 3–0      | Мексика |
| -------------------------------------- | -------- | ------- |
| Сімонссон 17', 64' Лідгольм 57' (пен.) | Протокол |         |

| Росунда, Сульна Глядачів: 34,107 Арбітр: Микола Латишев (СРСР) |

| 8 червня 1958 19:00 (CET) |

| Угорщина | 1–1      | Уельс         |
| -------- | -------- | ------------- |
| Божик 5' | Протокол | Дж. Чарлз 27' |

| Єрнваллен, Сандвікен Глядачів: 15,343 Арбітр: Хосе Марія Кодесаль (Уругвай) |

| 11 червня 1958 19:00 (CET) |

| Мексика       | 1–1      | Уельс          |
| ------------- | -------- | -------------- |
| Бельмонте 89' | Протокол | А. Оллчерч 32' |

| Росунда, Сульна Глядачів: 15,150 Арбітр: Лео Лемешич (Югославія) |

| 12 червня 1958 19:00 (CET) |

| Швеція          | 2–1      | Угорщина |
| --------------- | -------- | -------- |
| Хамрін 34', 55' | Протокол | Тіхі 77' |

| Росунда, Сульна Глядачів: 38,850 Арбітр: Джек Моват (Шотландія) |

| 15 червня 1958 14:00 (CET) |

| Швеція | 0–0      | Уельс |
| ------ | -------- | ----- |
|        | Протокол |       |

| Росунда, Сульна Глядачів: 30,287 Арбітр: Люсьєн ван Нуффел (Бельгія) |

| 15 червня 1958 19:00 (CET) |

| Угорщина                            | 4–0      | Мексика |
| ----------------------------------- | -------- | ------- |
| Тіхі 19', 46' Шандор 54' Бенчич 69' | Протокол |         |

| Єрнваллен, Сандвікен Глядачів: 13,300 Арбітр: Арне Ерікссон (Фінляндія) |

#### Додаткова гра
| 17 червня 1958 19:00 (CET) |

| Уельс                     | 2–1      | Угорщина |
| ------------------------- | -------- | -------- |
| А. Оллчерч 55' Медвін 76' | Протокол | Тіхі 33' |

| Росунда, Сульна Глядачів: 2,823 Арбітр: Микола Латишев (СРСР) |

### Група 4
Після досить невдалого виступу на попередньому чемпіонаті світу збірна Бразилії провела суттєве оновлення складу, привізжи до Швеції нове покоління гравців, насамперед атакувальної ланки, таких як Вава, Гаррінча і ще зовсім юний 17-річний Пеле, і небезпідставно вважалася фаворитом не лише групового етапу змагання, але й світової першості загалом.
Кожен із суперників бразильців по груповому квартету мав власні аргументи на свою користь у боротьбі за вихід до стадії плей-оф. Дебютант світових чемпіонатів збірна СРСР приїхала на турнір майже тим самим складом, яким двома роками раніше здобула «золото» Олімпіди; команда Австрії була бронзовим призером попередньої першості світу; а збірна Англії, хоча й суттєво послаблена кадровими втратами внаслідок Мюнхенської авіакатастрофи, традиційно вважалася одним з лідерів світового футболу.
Потужний склад учасників Групи 4 обумовив високий глядацький інтерес, і її матчі збирали в середньому понад 31 тисячу глядачів, більше ніж ігри Групи 3, в якій змагалися господарі турніру.
Перше місце у групі здобула Бразилія, втративши лише одно очко, звівши унічию гру проти Англії, і не пропустивши жодного гола у свої ворота. По три очки набрали англійці і збірна СРСР, які за регламентом змагання визначали другого учасника стадії плей-оф від Групи 4 у додатковій грі. Долю другої путівки до плей-оф вирішив єдиний гол, який у тому матчі забив радянський футболіст Анатолій Ільїн.
| Поз | Команда  | І | В | Н | П | ГЗ | ГП | ГС    | О | Кваліфікація            |
| --- | -------- | - | - | - | - | -- | -- | ----- | - | ----------------------- |
| 1   | Бразилія | 3 | 2 | 1 | 0 | 5  | 0  | —     | 5 | Вихід до стадії плей-оф |
| 2   | СРСР     | 3 | 1 | 1 | 1 | 4  | 4  | 1,000 | 3 | Вихід до стадії плей-оф |
| 3   | Англія   | 3 | 0 | 3 | 0 | 4  | 4  | 1,000 | 3 |                         |
| 4   | Австрія  | 3 | 0 | 1 | 2 | 2  | 7  | 0,286 | 1 |                         |

- СРСР вийшов до стадії плей-оф завдяки перемозі у додатковій грі проти Англії

| 8 червня 1958 19:00 (CET) |

| Бразилія                            | 3–0      | Австрія |
| ----------------------------------- | -------- | ------- |
| Алтафіні 37', 85' Нілтон Сантус 50' | Протокол |         |

| Рімнерсваллен, Уддевалла Глядачів: 17,778 Арбітр: Моріс Гіг (Франція) |

| 8 червня 1958 19:00 (CET) |

| СРСР                      | 2–2      | Англія                     |
| ------------------------- | -------- | -------------------------- |
| Симонян 13' О. Іванов 56' | Протокол | Ківан 66' Фінні 85' (пен.) |

| Уллеві, Гетеборг Глядачів: 49,348 Арбітр: Іштван Жолт (Угорщина) |

| 11 червня 1958 19:00 (CET) |

| Бразилія | 0–0      | Англія |
| -------- | -------- | ------ |
|          | Протокол |        |

| Уллеві, Гетеборг Глядачів: 40,895 Арбітр: Альберт Душ (ФРН) |

| 11 червня 1958 19:00 (CET) |

| СРСР                    | 2–0      | Австрія |
| ----------------------- | -------- | ------- |
| Ільїн 15' В. Іванов 62' | Протокол |         |

| Риаваллен, Бурос Глядачів: 21,239 Арбітр: Карл Йоргенсен (Данія) |

| 15 червня 1958 19:00 (CET) |

| Англія              | 2–2      | Австрія               |
| ------------------- | -------- | --------------------- |
| Гейнс 56' Ківан 74' | Протокол | Коллер 15' Кернер 71' |

| Риаваллен, Бурос Глядачів: 15,872 Арбітр: Ян Бронкгорст (Нідерланди) |

| 15 червня 1958 19:00 (CET) |

| Бразилія     | 2–0      | СРСР |
| ------------ | -------- | ---- |
| Вава 3', 77' | Протокол |      |

| Уллеві, Гетеборг Глядачів: 50,928 Арбітр: Моріс Гіг (Франція) |

#### Додаткова гра
| 17 червня 1958 19:00 (CET) |

| СРСР      | 1–0      | Англія |
| --------- | -------- | ------ |
| Ільїн 69' | Протокол |        |

| Уллеві, Гетеборг Глядачів: 23,182 Арбітр: Альберт Душ (ФРН) |

## Раунд плей-оф

### Учасники
До раунду плей-оф виходили команди, що посіли перші два місця у своїх групах.
| Група | Переможці | Другі місця       |
| ----- | --------- | ----------------- |
| 1     | ФРН       | Північна Ірландія |
| 2     | Франція   | Югославія         |
| 3     | Швеція    | Уельс             |
| 4     | Бразилія  | СРСР              |

### Турнірна піраміда
|  | Чвертьфінали           | Чвертьфінали         |                    |     | Півфінали   | Півфінали   |  |  | Фінал                | Фінал |
|  |                        |                      |                    |     |             |             |  |  |                      |       |
|  | 19 червня – Гетеборг   |                      |                    |     |             |             |  |  |                      |       |
|  |                        |                      |                    |     |             |             |  |  |                      |       |
|  | Бразилія               | 1                    |                    |     |             |             |  |  |                      |       |
|  | Бразилія               | 1                    | 24 червня – Сульна |     |             |             |  |  |                      |       |
|  | Уельс                  | 0                    |                    |     |             |             |  |  |                      |       |
|  | Уельс                  | 0                    | Бразилія           | 5   |             |             |  |  |                      |       |
|  | 19 червня – Норрчепінг |                      | Бразилія           | 5   |             |             |  |  |                      |       |
|  |                        | Франція              | 2                  |     |             |             |  |  |                      |       |
|  | Франція                | Франція              | 2                  | 4   |             |             |  |  |                      |       |
|  | Франція                |                      | 29 червня – Сульна | 4   |             |             |  |  |                      |       |
|  | Північна Ірландія      | 0                    |                    |     |             |             |  |  |                      |       |
|  | Північна Ірландія      | 0                    | Бразилія           | 5   |             |             |  |  |                      |       |
|  | 19 червня – Сульна     |                      | Бразилія           | 5   |             |             |  |  |                      |       |
|  |                        | Швеція               | 2                  |     |             |             |  |  |                      |       |
|  | Швеція                 | Швеція               | 2                  | 2   |             |             |  |  |                      |       |
|  | Швеція                 | 24 червня – Гетеборг |                    | 2   |             |             |  |  |                      |       |
|  | СРСР                   | 0                    |                    |     |             |             |  |  |                      |       |
|  | СРСР                   | 0                    | Швеція             | 3   | Третє місце | Третє місце |  |  |                      |       |
|  | 19 червня – Мальме     |                      | Швеція             | 3   | Третє місце | Третє місце |  |  |                      |       |
|  |                        | ФРН                  | 1                  |     |             |             |  |  |                      |       |
|  | ФРН                    | ФРН                  | 1                  | 1   | Франція     | 6           |  |  |                      |       |
|  | ФРН                    |                      |                    | 1   | Франція     | 6           |  |  |                      |       |
|  | Югославія              | 0                    |                    | ФРН | 3           |             |  |  |                      |       |
|  | Югославія              | 0                    |                    |     | 3           |             |  |  |                      |       |
|  |                        |                      |                    |     |             |             |  |  | 28 червня – Гетеборг |       |
|  |                        |                      |                    |     |             |             |  |  |                      |       |

### Чвертьфінали
| 19 червня 1958 19:00 (CET) |

| Бразилія | 1–0      | Уельс |
| -------- | -------- | ----- |
| Пеле 66' | Протокол |       |

| Уллеві, Гетеборг Глядачів: 25,923 Арбітр: Фріц Зайпельт (Австрія) |

| 19 червня 1958 19:00 (CET) |

| Франція                                     | 4–0      | Північна Ірландія |
| ------------------------------------------- | -------- | ----------------- |
| Виснєський 44' Фонтен 55', 63' П'янтоні 68' | Протокол |                   |

| Ідроттспарк, Норрчепінг Глядачів: 11,800 Арбітр: Хуан Гардеасабаль Гарай (Іспанія) |

| 19 червня 1958 19:00 (CET) |

| Швеція                   | 2–0      | СРСР |
| ------------------------ | -------- | ---- |
| Хамрін 49' Сімонссон 88' | Протокол |      |

| Росунда, Сульна Глядачів: 31,900 Арбітр: Реджинальд Ліф (Англія) |

| 19 червня 1958 19:00 (CET) |

| ФРН     | 1–0      | Югославія |
| ------- | -------- | --------- |
| Ран 12' | Протокол |           |

| Мальме, Мальме Глядачів: 20,055 Арбітр: Раймонд Висслінг (Швейцарія) |

### Півфінали
| 24 червня 1958 19:00 (CET) |

| Бразилія                            | 5–2      | Франція                |
| ----------------------------------- | -------- | ---------------------- |
| Вава 2' Діді 39' Пеле 52', 64', 75' | Протокол | Фонтен 9' П'янтоні 83' |

| Росунда, Сульна Глядачів: 27,100 Арбітр: Сенді Гріффітс (Уельс) |

| 24 червня 1958 19:00 (CET) |

| Швеція                           | 3–1      | ФРН       |
| -------------------------------- | -------- | --------- |
| Скоглунд 32' Грен 81' Хамрін 88' | Протокол | Шефер 24' |

| Уллеві, Гетеборг Глядачів: 49,471 Арбітр: Іштван Жолт (Угорщина) |

### Матч за третє місце
| 28 червня 1958 17:00 (CET) |

| Франція                                           | 6–3      | ФРН                             |
| ------------------------------------------------- | -------- | ------------------------------- |
| Фонтен 16', 36', 78', 89' Копа 27' (пен.) Дуї 50' | Протокол | Цеслярчик 18' Ран 52' Шефер 84' |

| Уллеві, Гетеборг Глядачів: 32,483 Арбітр: Хуан Броцці (Аргентина) |

## Фінал
| 29 червня 1958 15:00 (CET) |

| Бразилія                               | 5—2      | Швеція                    |
| -------------------------------------- | -------- | ------------------------- |
| Вава 9', 32' Пеле 55', 90' Загалло 68' | Протокол | 4' Лідхольм 80' Сімонссон |

| Росунда, Сульна Глядачів: 49,737 Арбітр: Моріс Гіг (Франція) |

## Бомбардири

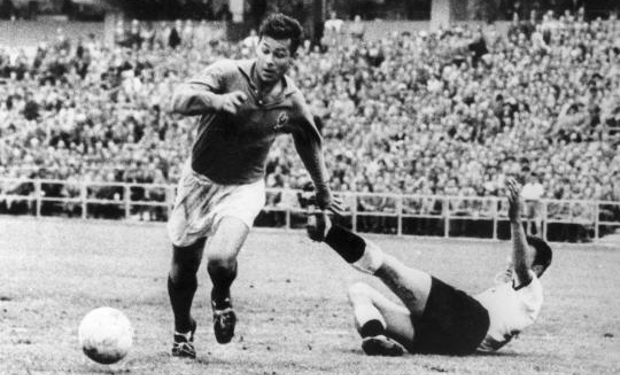
Жуст Фонтен в одному з матчів ЧМ-1958

Найкращим бомбардиром турніру став французький нападник Жуст Фонтен. Його гольовий доробок — 13 голів — більш ніж удвічі перевищив результати основних конкурентів і станом на завершення ЧМ-2018 лишається рекордним в історії світових футбольних першостей. Француз відзначався бодай одним забитим голом у кожній із шести ігор своєї команди, зробивши хет-трик у першій грі групового етапу проти Парагваю і покер у грі за трете місце проти збірної ФРН.
Загалом в іграх турніру було забито 126 голів, авторами яких стали 60 гравців, які представляли усі 16 команд-учасниць.
13 голів
- Жуст Фонтен

6 голів
- Пеле
- Гельмут Ран

5 голів
- Вава
- Пітер Макпарланд

4 голи
- Зденек Зикан
- Лайош Тіхі
- Курт Хамрін
- Агне Сімонссон

3 голи
- Омар Оресте Корбатта
- Раймон Копа
- Роже П'янтоні
- Ганс Шефер
- Тодор Веселинович

2 голи
| - Жозе Алтафіні - Мілан Дворжак - Вацлав Говорка - Дерек Ківан - Мар'ян Виснєський | - Хуан Баутіста Агуеро - Флоренсіо Амарілья - Хосе Пароді - Хорхе Ліно Ромеро - Анатолій Ільїн | - Нільс Лідгольм - Айвор Оллчерч - Уве Зеелер - Александар Петакович |

1 гол
| - Лудовіко Авіо - Норберто Менендес - Карл Коллер - Альфред Кернер - Діді - Нілтон Сантус - Маріо Загалло - Їржі Феурейсл - Том Фінні - Джонні Гейнс - Івон Дуї | - Жан Венсан - Йожеф Бенчич - Йожеф Божик - Карой Шандор - Хайме Бельмонте - Вільбур Каш - Каєтано Ре - Семмі Бейрд - Боббі Коллінз - Джекі М'юді - Джиммі Мюррей | - Олександр Іванов - Валентин Іванов - Микита Симонян - Гуннар Грен - Леннарт Скоглунд - Джон Чарлз - Террі Медвін - Ганс Цеслярчик - Радивоє Огнянович - Здравко Райков |